# L'uomo di Londra (romanzo)
L'uomo di Londra (L'Homme de Londres) è un romanzo di Georges Simenon, scritto a Marsilly (nella Charente Marittima) nell'ottobre del 1933 e pubblicato in 23 puntate su "Le Journal" dal 18 dicembre 1933 al 9 gennaio 1934, quindi per la prima volta in volume da Arthème Fayard nel 1934. In italiano è uscito da Mondadori nel 1934, tradotto da Giorgio Monicelli come L'inglese, nel volume Il super-romanzo delle vacanze. Una nuova traduzione di Elena Cantini, con il titolo L'uomo di Londra è uscita presso lo stesso editore nel 1962 (nella collana "Romanzi di Simenon", n. 179), quindi, nella traduzione di Giorgio Pinotti presso Adelphi, nel 1999 ("gli Adelphi" n. 145).

## Trama
Louis Maloin è un ferroviere addetto agli scambi della stazione marittima di Dieppe, cittadina francese che si affaccia sulla Manica. Una notte come tante, mentre dalla sua cabina di vetro scruta la banchina del porto, nota un uomo vestito di grigio che attende fumando una sigaretta. Un'altra figura giunge dal traghetto proveniente da Londra e prima di scendere dall'imbarcazione lancia una valigetta all'uomo in grigio. Poco dopo nasce una colluttazione e l'uomo di Londra finisce per uccidere il suo compagno, mentre la valigetta cade in mare. L'assassino fugge e la valigetta viene recuperata da Maloin. Dopo averla aperta il ferroviere scopre che contiene un ingente somma di denaro. Maloin nasconde la valigetta nella cabina di vetro, sperando di non essere trovato dall'assassino e dalla polizia, che è alla ricerca delle banconote, rubate a un illustre personaggio inglese.

## Adattamenti al cinematografo
- L'Homme de Londres, 1943, regia di Henri Decoin[1]
- Il porto delle tentazioni (Temptation Harbour, 1947), regia di Lance Comfort[2]
- L'Homme de Londres, 1988, regia televisiva di Jan Keja[3]
- L'uomo di Londra (A londoni férfi, 2007), regia di Béla Tarr[4]

## Edizioni italiane
- L'inglese, trad. di Giorgio Monicelli, in Il super-romanzo delle vacanze, Mondadori, luglio 1934
- L'uomo di Londra, trad. di Elena Cantini, Mondadori ("Romanzi di Simenon" n° 179), Milano 1962
- L'uomo di Londra, trad. di Giorgio Pinotti, Adelphi ("gli Adelphi" n° 145), Milano 1999 ISBN 978-88-459-1435-5